# 테드 크루즈
라파엘 에드워드 "테드" 크루즈(Rafael Edward "Ted" Cruz, 1970년 12월 22일 ~ )는 미국의 공화당 소속의 정치인으로, 텍사스주 출신의 신진 상원의원이다. 그는 2003년부터 2008년 5월까지 텍사스 주의 법무차관(Solicitor General)으로 지냈다. 그는 텍사스 최초의 히스패닉계 법무차관이자, 미국 역사상 최연소 주 법무차관이었으며 텍사스 역사상 가장 길게 재임했던 법무차관이었다. 그는 또한 텍사스 최초의 히스페닉계이자 소수민족 출신 미국 상원의원이다. 그는 상원의 세 명의 라틴계 출신 중 한 명이다. 그 외에 두명은 플로리다의 마코 루비오 공화당 의원과 뉴저지의 밥 메넨데스 민주당 의원이다.
1970년 12월 22일 캐나다 앨버타주 캘거리에서 태어난 크루즈는 텍사스주 휴스턴에서 고등학교를 수석으로 졸업하고 프린스턴 대학교 진학하여 1992년 공공정책을 전공으로 우수(쿰 라우데) 졸업하였다. 대학 졸업 후 바로 하버드 로스쿨로 진학하여 1995년 마그나 쿰 라우데급의 우수한 성적으로 법무박사(J.D.) 학위를 취득하였다. 로스쿨 재학 중 하버드 로리뷰 편집위원으로 활동하였고 그를 가르쳤던 앨런 더쇼비츠 교수는 그가 특출나게 우수한 학생이었다고 기억했다. 1999년에서 2003년 사이에 크루즈는 연방 통상 위원회의 정책계획실의 책임자로, 미국 사법부에서 준법무차관으로, 그리고 2000년 부시-체이니 캠페인 때 미국 대통령 조지 W. 부시의 국내정책 고문으로 섬겼다. 덧붙여 크루즈는 2004년부터 2009년까지 텍사스 대학교 오스틴 로스쿨의 조교수로 미국 대법원 소송에 관하여 강의 하였다.
크루즈는 케이 베일리 허치슨의 은퇴로 공석이 되었던 상원 자리를 위해 공화당 후보로 출마하였다. 그는 2012년에 공화당 예비경선 결선투표에서 부지사 데이비드 듀허스트를 57-43으로 물리쳤고, 총선에서는 민주당 후보 폴 세들러를 56-41로 꺾고 미국 연방 상원의원으로 당선 되었으며, 2013년 1월 9일부터 임기를 시작하였다.
크루즈는 1년차 초선 의원임에도 불구하고 미국 공화당의 가장 영향력있는 인물 중 하나로 여겨지고 있다. 특히 2013년 9월 24일 크루즈는 오바마 케어에 대한 제정 지원 삭감을 촉구하는 21시간 19분에 걸친 장시간 연설을 했으며, 결국 미국 하원이 건강보험법을 제외한 예산 결의안을 통과 시키는데에 영향력을 발휘했다. 여러 미국 정치인들은 2013년 10월 1일부터 10월 17일까지 이어진 19년만에 일어난 미국 정부의 부분적 폐쇄 뒤에는 크루즈의 원동력이 있었다고 평가하였다. 현재 국민적인 관심을 받고 있는 크루즈는 2016년 대통령 선거에 출마할 유력한 후보로 간주되었으나 5월 3일 인디애나주 경선에서 트럼프에게 패한 후 후보직을 사퇴했다.

## 역대 선거 결과
| 선거명      | 직책명                  | 대수  | 정당   | 득표율 | 득표수      | 결과 | 당락                   |
| ----------- | ----------------------- | ----- | ------ | ------ | ----------- | ---- | ---------------------- |
| 2012년 선거 | 상원의원 (텍사스 제1부) | 113대 | 공화당 | 56.46% | 4,440,137표 | 1위  | 텍사스주 상원의원 당선 |
| 2018년 선거 | 상원의원 (텍사스 제1부) | 116대 | 공화당 | 50.89% | 4,260,553표 | 1위  | 텍사스주 상원의원 당선 |
| 2024년 선거 | 상원의원 (텍사스 제1부) | 119대 | 공화당 | 53.05% | 5,990,741표 | 1위  | 텍사스주 상원의원 당선 |